# Nigdy Więcej (kwartalnik)
Nigdy Więcej – kwartalnik polityczno-społeczny, wydawany od 1994, najpierw przez Grupę Anty-Nazistowską, a następnie przez Stowarzyszenie „Nigdy Więcej”, podejmujący problematykę antysemityzmu, ksenofobii, rasizmu i nietolerancji, zarówno w czasach współczesnych, jak i w przeszłości. Promuje ideę wielokulturowości oraz dorobek kulturalny mniejszości narodowych i etnicznych.
Kwartalnik tworzy krąg osób deklarujących się jako zaangażowane w walkę z nacjonalistycznym postrzeganiem świata. Na jego łamach opublikowano artykuły oraz rozmowy z osobami publicznymi, głównie ze środowisk artystycznych czy sportowych. Magazyn zawiera artykuły i wypowiedzi polskich intelektualistów wyrażających sprzeciw wobec ksenofobii i szowinizmu. W czasopiśmie pojawili się m.in. Marek Edelman, Jan Tomasz Gross, Agnieszka Holland, Michał Głowiński, Maria Janion, Jacek Kuroń, Aleksander Kwaśniewski, Jerzy Owsiak, Andrzej Szczypiorski, ks. Michał Czajkowski, Władysław Bartoszewski, Andrzej Zoll czy Simon Wiesenthal.
Stałą rubryką pisma jest Katalog wypadków – Brunatna Księga, dokumentujący incydenty na tle rasistowskim i ksenofobicznym oraz przestępstwa popełnione przez neofaszystów. Do odbiorców „Nigdy Więcej” należą osoby zainteresowane poruszaną problematyką, a także związki i stowarzyszenia mniejszości, organizacje działające na rzecz praw człowieka, uczeni, dziennikarze, działacze społeczni, pedagodzy i młodzież.
Redaktorem naczelnym pisma był założyciel i prezes Stowarzyszenia Nigdy Więcej, Marcin Kornak (1968-2014), zastępcą sekretarz Stowarzyszenia – Rafał Pankowski.
W 2016 roku ukazał się specjalny 22. numer magazynu, upamiętniający działalność społeczną, literacką i wydawniczą zmarłego Marcina Kornaka.